# Accettura (cognome)
Accettura è un cognome di lingua italiana.

## Varianti
Il cognome non presenta varianti.

## Origine e diffusione
Cognome tipicamente meridionale, è presente prevalentemente in Puglia e Salento.
Potrebbe derivare dal toponimo Accettura.